# Feria de Cali

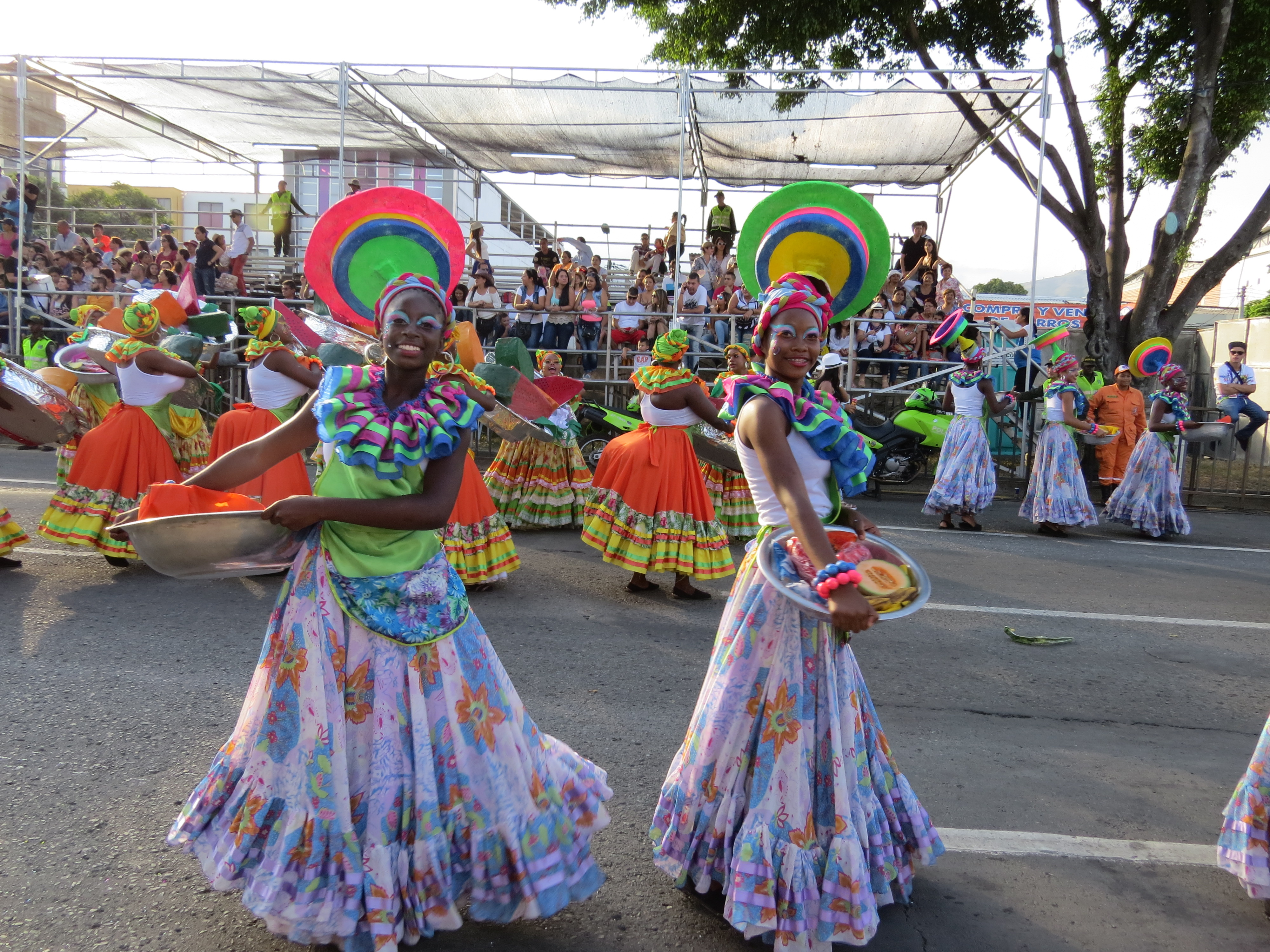
Optocht tijdens de Feria de Cali in 2015

De Feria de Cali is een jaarlijks feest in de Colombiaanse stad Santiago de Cali. De festiviteiten beginnen op 25 december met de optocht El Salsódromo en eindigen op 30 december met een concert. De salsadans staat centraal, maar er zijn ook activiteiten als concerten, modewhows, stierengevechten en missverkiezingen.
De eerste editie vond plaats in 1957, een jaar nadat een grote explosie aan meer dan 1000 inwoners het leven had gekost. Met het nieuwe festival wilde men de getroffen stad en haar bewoners een positieve ervaring bieden als tegenwicht voor de ellende die de explosie had veroorzaakt. De Feria de Cali ontwikkelde zich tevens tot een belangrijke economische factor.